# Samuel Koniecpolski
 Samuel Koniecpolski  herbu Pobóg (ur. XVI w., zm. 1641) – kasztelan chełmski 1621, magnat kresowy, starosta grabowiecki, aktywny uczestnik wojen kozackich. 

## Życiorys
Był synem Stanisława Przedbora Koniecpolskiego, podkomorzego sieradzkiego i Zofii Osmólskiej. Otrzymał staranne wykształcenie ogólne w szkole nowodworskiej w Krakowie, a wojskowe i polityczne pod okiem najlepszych mistrzów. Miał brata Aleksandra (zm. po 1625) i siostrę Elżbietę. Był elektorem Władysława IV Wazy z województwa ruskiego w 1632 roku, podpisał jego pacta conventa.
Jego żoną została Aleksandra Herburt, córka Jana Szczęsnego Herburta. Jego synem był Stanisław Koniecpolski, pułkownik królewski i kasztelan lubaczowski zmarły w 1660, a córkami były; Elżbieta Koniecpolska (żona Michała Stanisławskiego, a następnie Samuela Konstantego Szczawińskiego - kasztelana kruszwickiego) i Zuzanna Koniecpolska - żona Wojciecha (Olbrachta) Krasińskiego - sekretarza królewskiego.